# يوم جديد (رواية)
رواية «يوم جديد» هي رواية للكاتب الجامايكي فيكتور ستافورد ريد. وكانت أول رواياته.

## الموضوع
وتتناول التاريخ السياسي لجامايكا مروياً على لسان شخصية اسمها كامبل، وتبدأ الرواية بطفولته في زمن تمرد خليج مورانت في عام 1865، والذي يصبح مسناً في الفصول الأخيرة من الرواية.

## اللغة
وربما تكون تلك المرة الأولى التي يتم فيها استخدام اللهجة العامية الجامايكية كلغة للسرد.
استخدم ريد لهجة جامايكا كنقطة انطلاق لإنشاء متغير أدبي مميز ولتحقيق عمق أكبر في اللغة الإنجليزية.

## الدافع لكتابة الرواية
كان دافع ريد لكتابة روايته «يوم جديد» هو السخط من أسلوب قيادة كل من جورج وليام غوردون وبول بوغل تمرد خليج مورانت عام 1865 كما صور في الصحافة الاجنبية.